# Bernard Jardin
 (mars 2024).
Bernard Jardin, né à Argentan le 16 août 1920 et mort exécuté le 17 août 1946 à Alençon, est un collaborateur pendant l'Occupation.

## Biographie
Originaire de l'Orne, il est le fils d'un agriculteur et d'une hôtelière à Argentan. Il quitte l'école à 14 ans. En 1937, il devient apprenti-boucher, puis en 1938 ouvrier boucher à Sainte-Gauburge. Il s'engage ensuite à l'armée pour trois ans où il est employé à la détection des cellules communistes. Volontaire, il sert au Liban et en Syrie, où en 1941, il combat les Anglais et la France libre. Rapatrié en septembre 1941, il revient en janvier 1942 à Argentan après sa démobilisation,.
Très germanophile, il adhère au Mouvement social révolutionnaire, puis au Parti populaire français. Il est arrêté pour trafic de viande et de tickets de rationnement. Il est emprisonné de décembre 1942 à mars 1943. Il est requis par le STO et part en Allemagne. En novembre 1943, il quitte le STO et devient chauffeur au service de la main-d'œuvre à Alençon.
Il bascule ensuite dans la collaboration et devient le bras droit de Richard Reinhardt, chef de la Gestapo d'Alençon. Ce dernier lui propose d'abandonner les poursuites engagées contre lui en échange de sa collaboration avec le service de renseignements. En tant que chef du service des agents auxiliaires de la Gestapo d'Alençon, il participe à des arrestations, des dénonciations, des sévices, des tortures et des meurtres. Il fait infiltrer de nombreux réseaux de résistance et dirige plus de 60 opérations, accompagnées d'arrestations, d'interrogatoires, de tortures, d'exécutions, de déportations, de pillages et d'incendies. C'est lui qui mène personnellement les grandes rafles et les interrogatoires de résistants, dont ceux du Réseau Action-Tortue Foccart  ou du maquis de Courtemiche. Après le débarquement de Normandie, il cherche et traque Jacques Foccart et André Mazeline.
Il fuit à Paris en août 1944, puis en Allemagne à Baden-Baden. Il est traqué par Jacques Foccart et Henri Tournet, tout d'abord à Argentan, puis à Paris, où ils le manquent de peu. Son arrestation a lieu en septembre 1945.
Il est condamné à mort lors de son procès et exécuté le 10 avril 1946.

## Sources
- Pierre Péan, L'homme de l'ombre, 1990.
- Jean-François Miniac, Les Grandes Affaires criminelles de l'Orne, De Borée, 2008 (un chapitre y est consacré à Bernard Jardin).
- André Robert et Christian Ferault, 2005, "Printemps et été 1944 à Lignières-la-Doucelle et à Orgères-la-Roche (Mayenne)", éd. de Géradé, 140 p.
- Yves Le Couturier, Bernard Jardin, gestapiste normand, Éditions Heimdal, 2019,  (ISBN 9782840485445).
- Gérard Bourdin. De la collaboration à l'affaire Bernard Jardin (Orne, 1940-1946) : la Résistance à la répression. Tome 2 : Jardin, les tragédies de 1944, l'épuration. Le Pays bas-normand 2002 ; 245 (1) : 115-82.